# Walter Georgi
Walter Georgi (né le 10 avril 1871 à Leipzig, mort le 17 juin 1924 à Holzhausen am Ammersee) est un peintre allemand.

## Biographie
Walter Georgi est le fils du grand-bourgmestre de Leipzig, Otto Georgi (de). Il est élève du lycée royal (de) de sa ville natale de Pâques 1882 à Pâques 1888. À partir de 1890, il étudie auprès de Paul Wehle à l'école supérieure des beaux-arts de Leipzig et en 1890-1891 à l'école supérieure des beaux-arts de Dresde auprès de Leon Pohle. En 1893, il rejoint Paul Hoecker, professeur à l'académie des beaux-arts de Munich.
À partir de 1896, il devient l'un des principaux contributeurs des hebdomadaires Jugend et Simplicissimus. Il entre en contact avec le "Groupe G" et fonde la "Scholle" avec d'autres artistes en 1899 afin qu'ils puissent exposer ensemble au Palais des glaces de Munich.
Après plusieurs séjours à Leipzig, Weimar et Düsseldorf, Georgi s'installe finalement à Holzhausen am Ammersee, où émerge bientôt une école d'artistes avec d'autres membres de la Scholle. En 1908, il reçoit une chaire à l'académie des beaux-arts de Karlsruhe, qu'il occupe jusqu'en 1919.
Walter Georgi est membre du Deutscher Künstlerbund. En 1912, il devient membre du Deutscher Werkbund et en 1914 il étudie en Bretagne. À partir de 1914, Georgi conçoit 25 cartes postales pour Bahlsen.